# Leharcolt oroszlánok
A Leharcolt oroszlánok (eredeti cím: Secondhand Lions) 2003-ban bemutatott amerikai életrajzi filmdráma, amelyet Tim McCanlies írt és rendezett, David Kirschner, Scott Ross és Corey Sienega produceri segédletével. A film zenéjét Patrick Doyle szerezte. A főbb szerepekben Michael Caine, Robert Duvall és Haley Joel Osment látható. A mozifilm a Digital Domain gyártásában készült, a New Line Cinema forgalmazásában jelent meg. 
Az Amerikai Egyesült Államokban 2003. szeptember 19-én mutatták be a mozikban. Magyarországon 2004. október 12-én került kereskedelmi forgalomba VHS-en és DVD-n. A film alapján musical is készült, amelyet 2013-ban mutattak be Secondhand Lions: A New Musical címmel.

## Cselekmény
|  | Alább a cselekmény részletei következnek! |

1962-ben a tizennégy éves Waltert felelőtlen anyja, Mae elküldi otthonról, hogy a nyarat visszavonult, agglegény nagybátyjai, Hub és Garth rozoga texasi farmján töltse. A szóbeszéd szerint titkos vagyonuk van, amelyet múltbéli kalandokból gyűjtöttek össze, és emiatt minden utazó ügynök próbálkozik náluk. Ők viszont a verandájukon ülve, puskával a kezükben lövöldöznek az ügynökökre.
Walter a padláson kap egy szobát, és nagybátyjai először nem fogadják jó szívvel, amíg rá nem jönnek, hogy Walter jelenléte idegesíti a többi aranyásó rokont. Walter meggyőzi a nagybátyjait, próbálják meg elkölteni pénzük egy részét. A zöldségeskert ültetéséhez szánt magcsomagokról kiderül, hogy mind kukorica. A nagybácsik ezután oroszlánt rendelnek vadászati célra, de végül egy szelíd, nyugdíjas cirkuszi nőstény oroszlánt kapnak, mely Walter háziállata lesz.
Miközben a húsz kilós zsákokba csomagolt oroszláneledelt pakolja, Hub elájul, és rövid időre kórházba kerül. Később, egy út menti büfében négy keményfiú kést ránt Hubra, de ő könnyedén legyőzi őket. Hub és Garth hazaviszik a tinédzsereket, hogy ellássák sérüléseiket és rájönnek, az idős nőstény oroszlán kiszökött a ketrecéből, és a kukoricaföldet követeli magának új "dzsungel"-otthonául. Hub beszédet tart a tizenéveseknek a felnőtté- és férfivá válásról, mielőtt hazaküldené őket.
A mellékszál egy gyönyörű nő fényképe körül bontakozik ki, amelyet Walter talál a padláson. Garth elmeséli Walternek a Francia Idegenlégióban töltött múltjuk történetét – Hub feleségül vett egy Jázmin nevű arab hercegnőt, akit egy befolyásos sejknek ígértek. Miután állandó veszélyben élt a merénylők miatt, Hub egy párbaj után megkímélte a sejk életét azzal a feltétellel, hogy a kettejük közti viszálykodás megszűnik. Jázmin azonban később belehalt a szülésbe, Hub pedig visszatért az Idegenlégióba, mígnem Garth-tal együtt visszavonultak farmjukra, ahol lemondóan várják a halált.
Egy késő este Walter Garth nyomába ered, és felfedezi: a nagybátyjainak van egy pénzzel teli szobájuk a pajta alatt. Egy másik este Mae érkezik legújabb barátjával, egy Stan nevű állítólagos magánnyomozóval. A nyomozó azt állítja, Hub, Garth és Jázmin bankrablók voltak és követeli a pénz átadását. Amikor Walter úgy dönt, inkább Garth történeteinek hisz, Stan megveri a fiút. Az oroszlán ekkor előbukkan a kukoricaföldről és megtámadja Stant, ezután elpusztul. A zajra felébredve Hub és Garth rájön, hogy az állat szívelégtelenségben pusztult el, miközben védte "kölykét".
Másnap Walter az anyjával távozik a farmról. Útközben Mae elmagyarázza, hogy Stan náluk marad, amíg fel nem épül. Walter arra kéri, "most az egyszer tegyen valami olyat, ami a legjobb neki", majd elhagyja őt. Bár Hub és Garth örömmel látja őt újra itthon, Walter ragaszkodik ahhoz, hogy változtatni kell: A nagybátyjainak be kell vonniuk magukat a nevelésébe, és jobban kell vigyázniuk magukra, mert azt szeretné, ha magas kort élnének meg.
Tizenhét évvel később, 1979-ben a helyi seriff tájékoztatja az akkorra már felnőtté érett Waltert nagybátyjai haláláról, akik biplánjukkal végzett sikertelen mutatvány következtében vesztették életület. Walter visszatér a farmra, és megkapja nagybátyjai végrendeletét, amelyben mindent ráhagytak. A farm közelében leszáll egy Western Sahara Petroleum logóval ellátott helikopter, és egy férfi száll ki belőle kisfiával, aki a rádióban hallott Hub és Garth haláláról. Felismerte a két amerikai nevét a történetekből, amelyeket nagyapja, "egy nagyon gazdag sejk" mesélt neki fiatalkorában. Amikor a férfi kisfia megkérdezi Waltert, nagybátyjai valóban éltek-e, Walter megerősíti: "Igen. Igazán éltek".
A végefőcím előtti képkockákban Berkeley Breathed rajzfilmrendező Walter és Jázmin című munkájának rajzait láthatjuk, amelyek a felnőtt Walter munkájaként szerepelnek.
|  | Itt a vége a cselekmény részletezésének! |

## Szereplők
| Szereplő                                 | Színész                    | Magyar hang       |
| ---------------------------------------- | -------------------------- | ----------------- |
| Garth McCann                             | Michael Caine (idős)       | Fülöp Zsigmond    |
| Garth McCann                             | Kevin Haberer (fiatal)     | Nem szólal meg    |
| Hub McCann                               | Robert Duvall (idős)       | Tordy Géza        |
| Hub McCann                               | Christian Kane (fiatal)    | Nem szólal meg    |
| Walter Caldwell                          | Haley Joel Osment (gyerek) | Gacsal Ádám       |
| Walter Caldwell                          | Josh Lucas (felnőtt)       | Dévai Balázs      |
| Mae Coleman                              | Kyra Sedgwick              | Pálfi Kata        |
| Stan                                     | Nicky Katt                 | Holl Nándor       |
| Ralph                                    | Michael O'Neill            | Katona Zoltán     |
| Helen                                    | Deirdre O'Connell          | Takács Andrea     |
| A sejk unokája                           | Eric Balfour               | Szatmári Attila   |
| Jázmin                                   | Emmanuelle Vaugier         | Nem szólalnak meg |
| A sejk                                   | Adam Ozturk                | Nem szólalnak meg |
| Martha                                   | Jennifer Stone             | N/A               |
| fiú                                      | Mitchel Musso              | N/A               |
| seriff                                   | Dennis Letts               | Tolnai Miklós     |
| Agyaggalamb lövő szerkezetet áruló férfi | Adrian Pasdar              | Szabó Győző       |
| Frankie                                  | Jace Pitre                 | Simonyi Balázs    |

### Magyar változat
A szinkront a Mafilm Audio Kft. készítette.
- Magyar szöveg: Szojka László
- Hangmérnök: Tóth Péter Ákos
- Gyártásvezető: Gelencsér Adrienne
- Szinkronrendező: Báthory Orsolya
- Felolvasó: Bordi András

## Fogadtatás
A Rotten Tomatoes weboldalon 137 kritika alapján 60%-ban pozitív kritikákat kapott, 6,1/10-es átlagértékeléssel. A weboldal kritikusainak konszenzusa szerint „kellemes érzéseket keltő, de szirupos film”. A Metacriticen a film súlyozott átlagpontszáma 52 a 100-ból 33 kritikus véleménye alapján, ami "vegyes vagy átlagos fogadtatást" jelent. A CinemaScore által megkérdezett közönség "A" osztályzatot adott a filmnek egy A+-tól F-ig terjedő skálán.

## Fordítás
Ez a szócikk részben vagy egészben  a   Secondhand Lions című angol Wikipédia-szócikk fordításán alapul.  Az eredeti cikk szerkesztőit annak laptörténete sorolja fel. Ez a jelzés csupán a megfogalmazás eredetét és a szerzői jogokat jelzi, nem szolgál a cikkben szereplő információk forrásmegjelöléseként.